# Coucouron (tổng)
Tổng Coucouron là một tổng của Pháp nằm ở tỉnh Ardèche trong vùng Rhône-Alpes.

## Địa lý
Tổng này được tổ chức xung quanh Coucouron ở quận Largentière. Độ cao biến thiên từ 850 m (Issarlès) đến 1 412 m (Lanarce) với độ cao trung bình là 1 102 m.

## Hành chính
| Giai đoạn | Ủy viên         | Đảng | Tư cách                  |
| --------- | --------------- | ---- | ------------------------ |
| 1988-2004 | Jacques Genest  | RPR  | Maire de Coucouron       |
| 2004-2008 | Albert Enjolras | UMP  | Phó thị trưởng Coucouron |
| 1988-2004 | Jacques Genest  | UMP  | Thị trưởng Coucouron     |

## Các đơn vị hành chính
Tổng Coucouron bao gồm 8 xã với dân số 2 057 người (điều tra năm 1999, dân số không tính trùng).
| Xã                    | Dân số | Mã bưu chính | Mã insee |
| --------------------- | ------ | ------------ | -------- |
| Coucouron             | 713    | 07470        | 07071    |
| Issanlas              | 129    | 07510        | 07105    |
| Issarlès              | 166    | 07470        | 07106    |
| Le Lac-d'Issarlès     | 253    | 07470        | 07119    |
| Lachapelle-Graillouse | 237    | 07470        | 07121    |
| Lanarce               | 199    | 07660        | 07130    |
| Lavillatte            | 87     | 07660        | 07137    |
| Lespéron              | 273    | 07660        | 07142    |

## Thông tin nhân khẩu
| 1962                                                     | 1968  | 1975  | 1982  | 1990  | 1999  |
| -------------------------------------------------------- | ----- | ----- | ----- | ----- | ----- |
| 2 768                                                    | 3 095 | 2 665 | 2 401 | 2 211 | 2 057 |
| Nombre retenu à partir de 1962 : dân số không tính trùng |       |       |       |       |       |